# Kieserling & Albrecht
Th. Kieserling & Albrecht war ein Maschinenbauunternehmen in der bergischen Großstadt Solingen. Es zählte zu den wichtigsten Industrieunternehmen aus Solingen und war in der Nachkriegszeit mit mehr als 1000 Mitarbeitern eine der größten Fabriken der Stadt.

## Geschichte
1873 gründeten der Ingenieur Theodor Kieserling und der Schlosser Otto Albrecht die Maschinenfabrik Kieserling & Albrecht in Solingen. Beide kannten sich durch eine vorherige Tätigkeit bei der Firma J. A. Henckels. Die Fabrik siedelten sie in verkehrsgünstiger Lage am Birkenweiher südlich der Solinger Altstadt an. Das Unternehmen profitierte vom wirtschaftlichen Aufschwung nach der Deutschen Reichsgründung und der Mechanisierung der Solinger Schneidwarenindustrie: Kieserling & Albrecht plante und errichtete zahlreiche Industrieanlagen, darunter Gesenkschmieden und mechanische Werkstätten, und arbeitete dabei eng mit dem Siegen-Solinger Guss-Stahlwerk zusammen. Die Gesenkschmiede Hendrichs in Merscheid entstand im Jahr 1886 gar unter finanzieller Beteiligung von Kieserling & Albrecht.
Die Expansion des Unternehmens führte ab den 1880er Jahren zu einer Vergrößerung des Fabrikgeländes in Richtung Kölner Straße und Flurstraße. Das Unternehmen errichtete bis zum Ersten Weltkrieg auf dem Areal neben einer eigenen Gießerei zahlreiche weitere Betriebsanlagen und Mietshäuser für die Beschäftigten. Im Ersten Weltkrieg gehörte Kieserling & Albrecht zu den wichtigsten Solinger Rüstungsbetrieben. 1921 wurde am Birkenweiher ein modernes Verwaltungsgebäude errichtet.
Das Fabrikgelände wurde bei den Luftangriffen auf Solingen während des Zweiten Weltkriegs zu 60 Prozent zerstört, jedoch anschließend wieder aufgebaut.:14 In der Nachkriegszeit spezialisierte sich die Maschinenfabrik auf schwere Pressen, Schmiedemaschinen sowie Maschinen zur Bearbeitung von Rohren und Felgen. So gelang der Schritt auf internationale Märkte, insbesondere mit Exporten in die Sowjetunion. Die Firma belieferte zudem die Automobilindustrie und profitierte von der Massenmotorisierung. So wuchs die Beschäftigtenzahl in der Nachkriegszeit auf 1450 an, wovon 1000 am Birkenweiher und 450 in Ohligs tätig waren. Um den Bedarf an Fachkräften zu decken, wurde eine eigene Lehrwerkstatt gegründet. Ab den 1970er Jahren führten der industrielle Strukturwandel und die zunehmende Automatisierung zu einem stetigen Personalabbau. Nach der Übernahme durch die Schumag AG aus Aachen 1994 und weiteren Einschnitten wurde der Betrieb 1998 endgültig geschlossen.:15

## Fabrikgelände und Gebäude

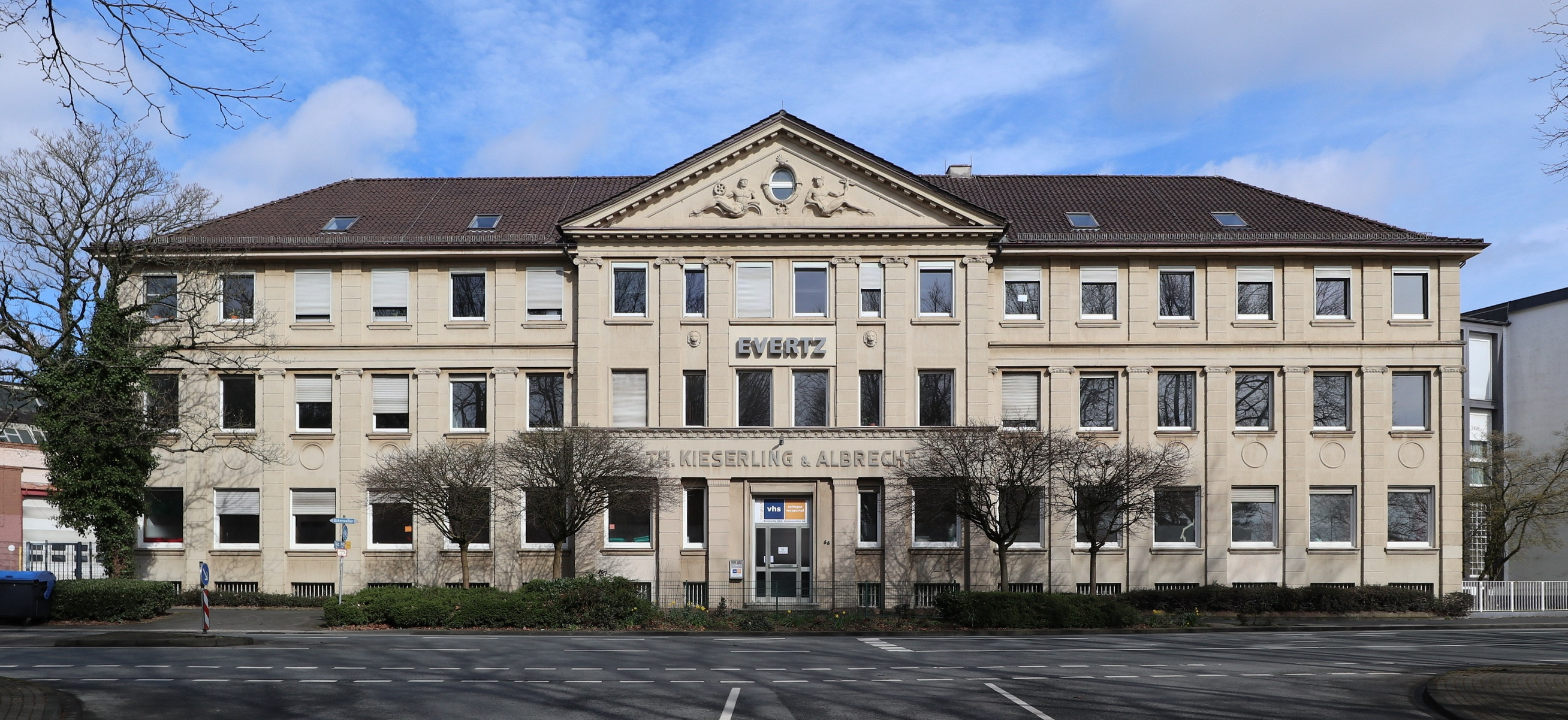
Ehemaliges Verwaltungsgebäude von Kieserling & Albrecht, Birkenweiher 66

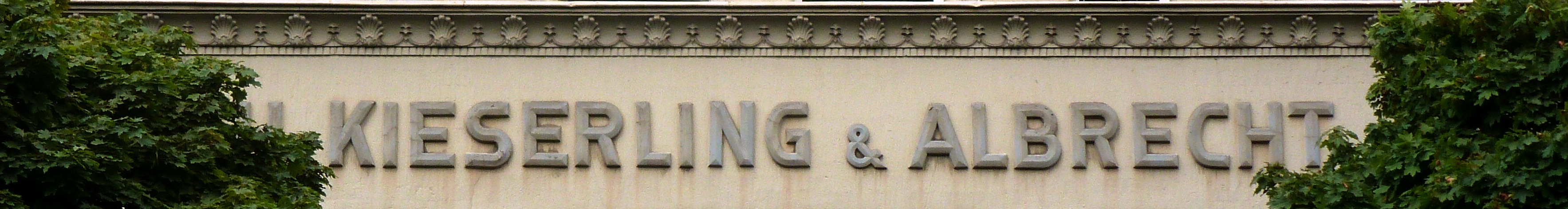
Schriftzug am Verwaltungsgebäude

Nach der Stilllegung des Betriebs 1998 ging das Gelände am Birkenweiher an die Firma Egon Evertz über. In eine der Hallen auf dem Gelände zog 2004 die Musikschule Solingen ein. Später folgte die Zentralstelle Chorgesang. In das Verwaltungsgebäude zog die Stadt Solingen ein, seit 2006 hat dort die Bergische Volkshochschule ihren Sitz.
Das 1921 errichtete Verwaltungsgebäude von Kieserling & Albrecht am Birkenweiher 66 wurde im März 2023 unter Denkmalschutz gestellt. Das ursprünglich zweigeschossige, neoklassizistische Gebäude wurde vom Solinger Architekturbüro Max & Karl Franz entworfen. Nach Beschädigung im Zweiten Weltkrieg wurde es um ein Stockwerk aufgestockt.
Das Firmengelände wurde im Jahre 2020 an den Projektentwickler Kondor Wessels verkauft. Ziel ist die Errichtung eines Quartiers aus Wohnen und Gewerbe zwischen der Solinger Innenstadt und der Parkanlage Südpark.